# Solanum francisii
Solanum francisii är en potatisväxtart som beskrevs av Anthony R. Bean. Solanum francisii ingår i släktet skattor som ingår i familjen potatisväxter. Inga underarter finns listade i Catalogue of Life.